# Diospyros major
Diospyros major là một loài thực vật có hoa trong họ Thị. Loài này được (G.Forst.) Bakh. mô tả khoa học đầu tiên năm 1941.